# You Can’t Judge a Book by the Cover
You Can’t Judge a Book by the Cover (auch unter den Titeln You Can’t Judge a Book by Its Cover oder You Can’t Judge a Book by Looking at the Cover bekannt) ist ein von Willie Dixon geschriebener Bluessong. Die erste und zugleich bekannteste Fassung stammt von Bo Diddley, der den Song 1962 für Checker Records (Checker 1019), ein Sublabel von Chess Records, aufnahm. Der Song war einer der letzten Charterfolge von Bo Diddley. Er erreichte in den Billboard Rhythm-and-Blues-Charts Platz 21 und Platz 48 in den Popcharts. Auf der B-Seite befindet sich der Song I Can Tell.
Der Titel des Songs geht auf die sehr geläufige englische Redewendung „don’t judge a book by its cover“ zurück, die bedeutet, dass man auf Grund des Aussehens nicht vorschnell urteilen solle. Diese Redewendung wird mit verschiedenen Dingen verbunden, bei denen man es nicht machen soll: „You can’t judge an apple by looking at a tree“ (Deutsch: Du kannst einen Apfel nicht beurteilen, indem du dir den Baum betrachtest.), „You can’t judge honey by looking at the bee“ (Deutsch: Du kannst nicht über Honig urteilen, indem du dir die Biene anschaust.), „You can’t judge a daughter by looking at the mother“ (Deutsch: Du kannst nicht über die Tochter urteilen, indem du ihre Mutter in Augenschein nimmst.) o. ä. Im Refrain singt Diddley, dass er falsch beurteilt wurde, da er zwar wie ein Bauer aussehe, aber ein Liebhaber sei: „I look like a farmer, but I’m a lover, You can’t judge a book by looking at the cover“ (Deutsch: Ich sehe wie ein Bauer aus, bin aber ein Liebhaber, du kannst ein Buch nicht durch Betrachten des Buchdeckels beurteilen.).

## Coverversionen
Bekannte Künstler, die den Titel aufnahmen, sind unter anderem: 
- Roy Buchanan
- The Fabulous Thunderbirds
- John Hammond, Jr. (John Hammond nahm nicht nur den Song auf, sondern gab auch einem Album von 1993 diesen Titel[5])
- Tim Hardin
- Patti LaBelle
- The Monkees
- Shadows of Knight
- The Yardbirds
- Cactus
- The Nighthawks
- The Clash
- The Rolling Stones
- Kenny Wayne Shepherd[6]